# Equality (Illinois)
Equality est un village du comté de Gallatin dans l'Illinois, aux États-Unis,. Situé à l'ouest du comté, il est incorporé le 11 décembre 1872.

## Démographie
Lors du recensement de 2010, le village comptait une population de 595 habitants. Elle est estimée, en 2016, à 550 habitants.

## Source de la traduction
- (en) Cet article est partiellement ou en totalité issu de l’article de Wikipédia en anglais intitulé « Equality, Illinois » (voir la liste des auteurs).